# Adrian Maben
Adrian Maben (* 1942) je skotský režisér, který získal francouzské občanství. Je známý svými mnoha filmy a dokumenty o hudbě a umění. Natočil film Pink Floyd v Pompejích. V letech 1970 až 1973 působil jako ředitel francouzské rozhlasové a televizní stanice a režíroval pořad Soir 3 na kanálu France 3.

## Filmografie
- Mission Apollo (1969)
- Pink Floyd v Pompejích (1972)[4]
- Monsieur rené Magritte (1978)[5]
- James Brown, Soul Brother #1 (1978)
- Frames from the Edge (1989)
- Hieronymus Bosch (2003)